# Nsundi
Nsundi was een provincie van het historische koninkrijk Kongo. De hoofdstad bevond zich aan de Inkisirivier, nabij het huidige dorp Mbanza Nsundi in de Democratische Republiek Congo.

## Geschiedenis

### Koninkrijk Nsundi
Volgens overleveringen, opgetekend door Duarte Lopez, de ambassadeur van Kongo in Rome, en gepubliceerd in 1591 door Filippo Pigafetta, was Nsundi ooit een onafhankelijk koninkrijk. Het besloeg een uitgestrekt gebied en omvatte meerdere kleine subprovincies. Oorspronkelijk behoorde het tot de Zeven koninkrijken van Kongo dia Nlaza, een groep kleinere koninkrijken die later opgingen in het Koninkrijk Kongo.

### Verovering door Kongo
Waarschijnlijk werd het in het begin of midden van de vijftiende eeuw door Kongo veroverd.
Nsundi werd vaak toevertrouwd aan de door de koning aangewezen opvolger om te regeren. De vroegst bekende heerser van Nsundi was Afonso I van Kongo, ook bekend als Afonso Mvemba a Nzinga, de zoon van Nzinga a Nkuwu. Hij regeerde aan het eind van de 15de eeuw en werd in 1507 koning van Kongo. Toch wijst de verdere geschiedenis erop dat de troonopvolger niet altijd deze functie bekleedde, aangezien de koningen van Kongo afkomstig waren uit verschillende provincies.

### Hertogdom Nsundi
Nsundi was een koninklijke provincie, wat betekende dat de koning de hoogste ambtenaar voor een beperkte termijn benoemde, vaak voor drie jaar. Toen koning Álvaro II aan het einde van de 16de eeuw de provinciale adel naar Europees model herstructureerde, werd Nsundi verheven tot een hertogdom. Een van de invloedrijkste hertogen, Manuel Jordão, speelde tussen 1624 en 1628 een cruciale rol als koningmaker. In 1628 werd hij echter door koning Ambrósio I vernederd en afgezet.
Tijdens de Kongolese Burgeroorlog die volgden op de Slag bij Mbwila in 1665, werd Nsundi geleidelijk aan min of meer onafhankelijk onder een lijn van hertogen uit de Kimpanzu- tak van de koninklijke familie.

## Archeologisch werk
Tussen 2015 en 2018 voerde een archeologisch team opgravingen uit bij de vindplaats Kinkoki. Daarbij werd voldoende materieel bewijs gevonden om de locatie te identificeren als de mbanza (hoofdstad) van Nsundi in de periode van de late 17de tot de 19de eeuw.
Volgens W. Holman Bentley, een Britse Baptistenmissionaris in Kongo in 1879, werd de laatste hertog van Nsundi niet begraven vanwege het ontbreken van een opvolger. In plaats daarvan werd zijn lichaam zorgvuldig gemummificeerd en beschermd vanaf ongeveer 1835, totdat Bentley hierover berichtte. Deze datum komt grotendeels overeen met de laatste begrafenissen die in Kindoki plaatsvonden.
Koninkrijk Kongo ·
Koninkrijk Kakongo ·
Koninkrijk Soyo ·
Koninkrijk Loango ·
Sultanaat Utetera · 
Koninkrijk Yeke · 
Koninkrijk Boma · 
Mwene Muji · 
Lunda-rijk · 
Koninkrijk Kuba ·
Luba-rijk ·
Koninkrijk Kanyok ·
Koninkrijk Kalundwe ·
Koninkrijk Chokwe ·
Koninkrijk Teke ·
Koninkrijk Lele ·
Koninkrijk Suku ·
Koninkrijk Yaka ·
Koninkrijk Azende ·
Koninkrijk Mbunda ·
Koninkrijk Ngoyo ·
Koninkrijk Mbuun ·
Koninkrijk Bozanga ·
Koninkrijk Pende ·
Ngbandi staten ·
Nsapo-staten ·
Mongo-staten ·
Koninkrijk Vungu ·
Koninkrijk Ndongo ·
Geconfedereerde Staten van Mpemba ·
Zeven koninkrijken van Kongo dia Nlaza ·
Koninkrijk Mpemba Kasi ·
Koninkrijk Vunda ·
Koninkrijk Mbata ·
Koninkrijk Mpangala ·
Koninkrijk Nsundi ·
Koninkrijk Mpangu ·
Koninkrijk Kundi ·
Koninkrijk Okanga ·
Koninkrijk Matamba ·
Koninkrijk Kasanje ·
Stamstaat Mbwila